# Chapelle Saint-Ulphar de Fox-Amphoux
La chapelle Saint-Ulphar est située à Fox-Amphoux, dans le département français du Var en région Provence-Alpes-Côte d'Azur.

## Situation
La chapelle se situe dans une forêt dite de « l'Estagnon » composée de chênes verts et de pins d'Alep à proximité d'un espace où dominent quelques chênes séculaires. L'endroit est isolé à environ 2 km au sud du village perché de Fox Amphoux.

## Histoire
Selon le récit populaire, au début du XVIIe siècle, un colporteur limousin est surpris par un orage particulièrement violent  dans la forêt alentour du village provençal à la tombée de la nuit. Effrayé par la foudre, le malheureux implore saint Ulfar, un saint honoré dans son diocèse de Tulle (un saint inconnu des provençaux jusqu'alors). L'orage s'étant dissipé, le pieux marchand, indemne, fait construire à ses frais, un oratoire avec une statue en bois représentant le saint protecteur. Plus d'un siècle plus tard, à la suite de terribles sécheresses à répétition, les habitants de Fox-Amphoux, en souvenir du colporteur, organisent une procession jusqu'à l'oratoire, pour en appeler saint Ulfar sur les bienfaits de la pluie. Leurs supplications exaucées peu de jours après, ils décident d'élever une chapelle en l'honneur du saint salvateur face à l'oratoire déjà plus anciennement consacré. 

## Bâtiment
La chapelle, bâtie en 1858, abrite en son sein un autel qui en réalité est une citerne de plus de 5000 litres alimentée en eaux de pluie par deux gouttières posées de part et d’autre du toit. Des offrandes votives sont déposées sur l'« autel-citerne » consistant en bouquets de fleurs cueillis sur le chemin, pommes de pin ramassées à proximité ou images et figurines pieuses.

## Plaque commémorative
Plaque en marbre apposée sur un mur à l'intérieur de la chapelle en manière d'ex-voto avec texte en provençal :
« En l'honneur de saint Ulphar, protecteur contre la sécheresse, les foxois reconnaissants ont bâti cette chapelle bénie par monsieur le curé Rouvier le 7 juin 1883 »

## Galerie

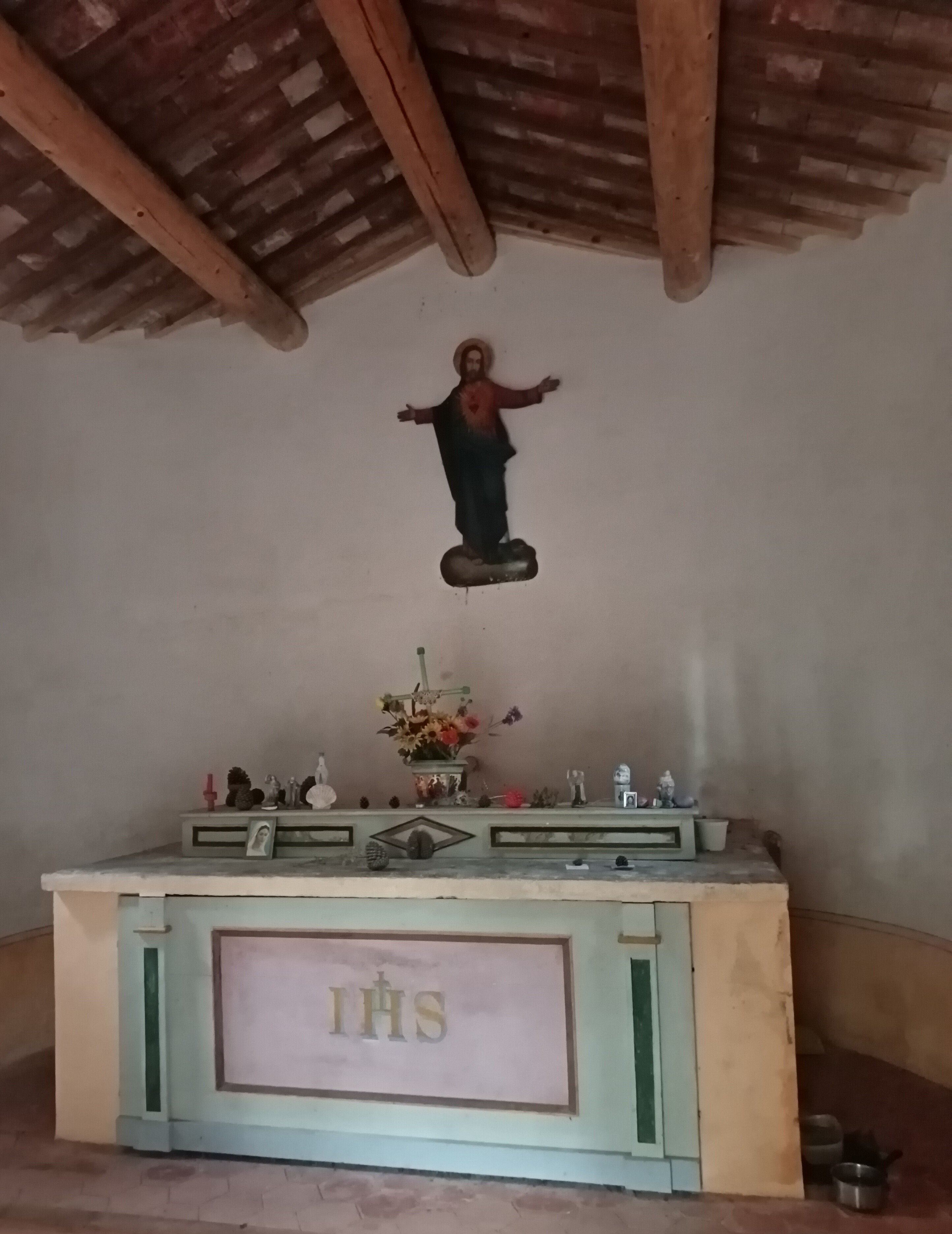
Intérieur de la chapelle et son « autel-citerne »
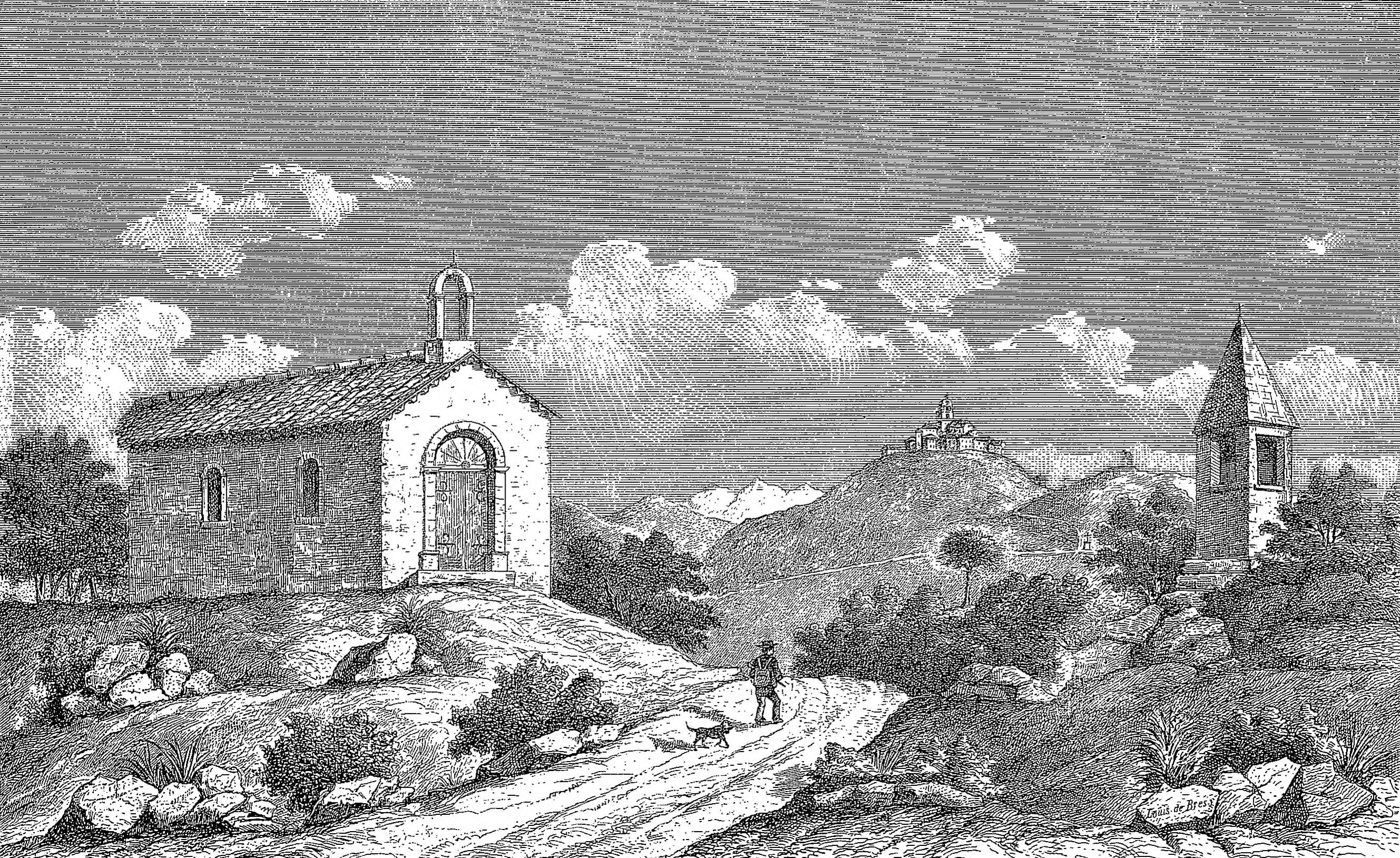
Chapelle Saint-Ulphar et son oratoire avec Fox-Amphoux en fond, dessin de Louis de Bresc (1883)
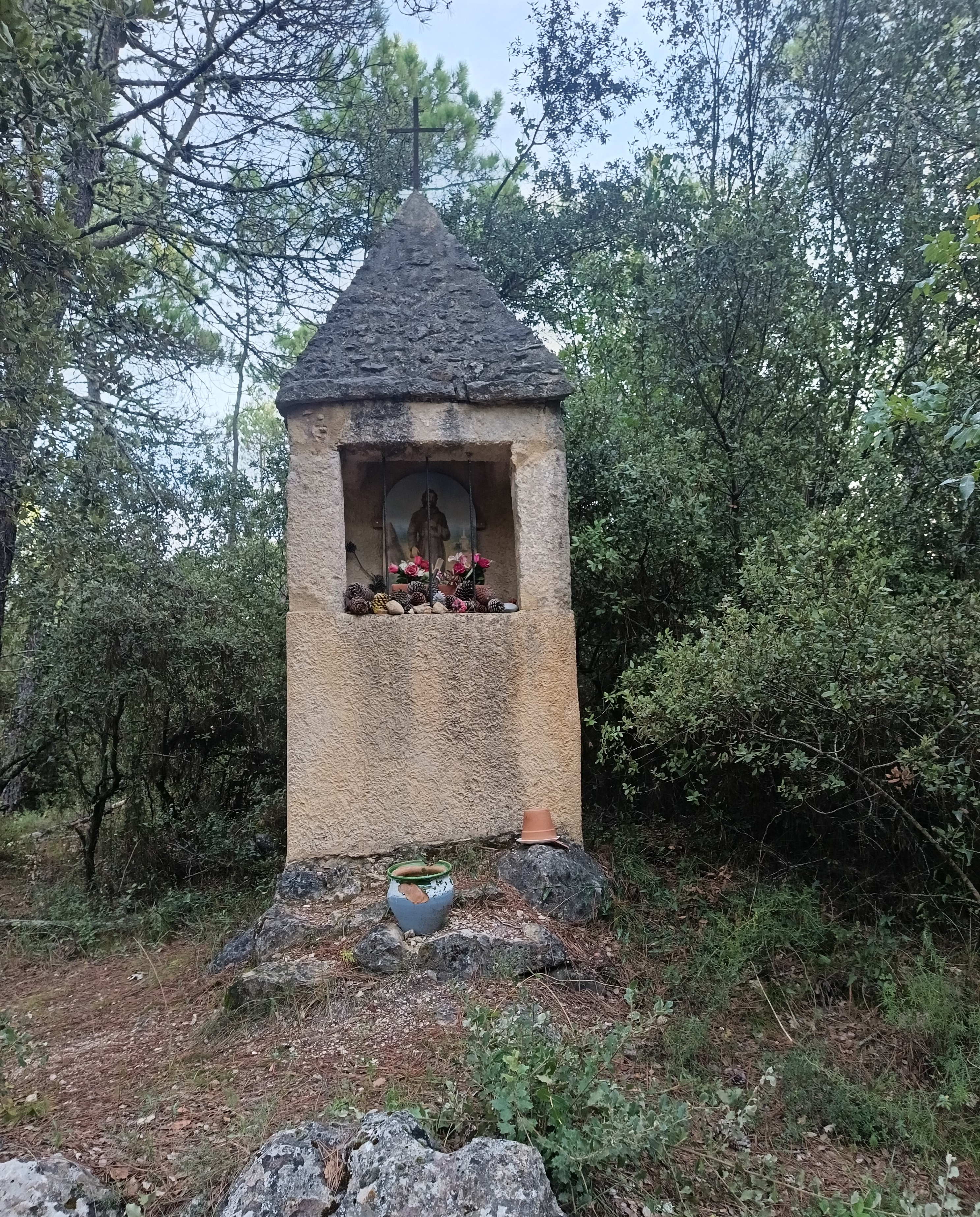
L'oratoire face à la chapelle